# Gloeophyllum
Gloeophyllum is een geslacht van schimmels behorend tot de familie Gloeophyllaceae. De typesoort is Gloeophyllum sepiarium. Het geslacht wordt verder gekenmerkt door de productie van een bruine houtrot. Fylogenetisch vormt het samen met verschillende andere bruinrot Basidiomycota, Neolentinus, Heliocybe en Veluticeps een orde die de Gloeophyllales wordt genoemd.
De meest voorkomende soort op het noordelijk halfrond is Gloeophyllum sepiarium, die gewoonlijk in gedroogde staat wordt aangetroffen op zowel met schors bedekte als ontdopte naaldboomstronken en -stammen, hout op kades, planken op ongeverfde houten gebouwen.

## Soorten
Volgens Index Fungorum telt het geslacht dertien soorten (peildatum mei 2023):
| Soortnaam                                            | Auteur(s)                      | Publicatiejaar |
| ---------------------------------------------------- | ------------------------------ | -------------- |
| Gloeophyllum abietinum                               | (Bull.) P. Karst.              | 1882           |
| Gloeophyllum berkeleyi                               | (Sacc.) Murrill                | 1905           |
| Gloeophyllum carbonarium                             | (Berk. & M.A. Curtis) Ryvarden | 1984           |
| Gloeophyllum concentricum                            | G. Cunn.                       | 1965           |
| Gloeophyllum juniperinum                             | (Teng & L. Ling) Teng          | 1963           |
| Gloeophyllum nigrozonatum                            | Murrill                        | 1908           |
| Gloeophyllum odoratum                                | (Wulfen) Imazeki               | 1943           |
| Gloeophyllum pallidofulvum                           | (Berk.) Murrill                | 1905           |
| Gloeophyllum protractum                              | (Fr.) Imazeki                  | 1943           |
| Gloeophyllum sepiarium (Geelbruine plaatjeshoutzwam) | (Wulfen) P. Karst.             | 1882           |
| Gloeophyllum striatum                                | (Fr.) Murrill                  | 1905           |
| Gloeophyllum subferrugineum                          | (Berk.) Bondartsev & Singer    | 1941           |
| Gloeophyllum trabeum                                 | (Pers.) Murrill                | 1908           |